# خفالينسك
خفالينسك (بالروسية: Хвалынск) هي إحدى مدن روسيا في الكيان الفدرالي الروسي ساراتوف أوبلاست.